# När mörker över djupet var
När mörker över djupet var är en psalm med text skriven 1970 av Olov Hartman och musik skriven 1973 av Gunno Södersten. Första versen är hämtad ur Johannesevangeliet 1:1-3, andra versen är hämtad ur Johannesevangeliet 12:24, sjätte versen är hämtad ur Efesierbrevet 1:10 och åttonde versen är hämtad ur Jesaja 53:3.

## Publicerad i
- Herren Lever 1977 som nummer 829 under rubriken "Ordet".[1]